# Кранзбург (Јужна Дакота)
Кранзбург (енгл. Kranzburg) град је у америчкој савезној држави Јужна Дакота.

## Демографија
По попису из 2010. године број становника је 172, што је 13 (-7,0%) становника мање него 2000. године.
| Група             | 2000.       | 2010.       |
| Белци             | 181 (97,8%) | 171 (99,4%) |
| Афроамериканци    | 1 (0,5%)    | 0 (0,0%)    |
| Азијати           | 0 (0,0%)    | 0 (0,0%)    |
| Хиспаноамериканци | 2 (1,1%)    | 1 (0,6%)    |
| Укупно            | 185         | 172         |